# Joaquim Maria Puyal i Ortiga
Joaquim Maria Puyal i Ortiga (Barcelona, 24 de març de 1949) és un periodista català, un dels més prestigiosos del país gràcies als seus treballs en la televisió i la ràdio.

## Biografia
Va néixer el 24 de març de 1949 a la ciutat de Barcelona. Es llicencià en filologia romànica a la Universitat de Barcelona, i posteriorment amplià els seus estudis amb una llicenciatura en Ciències de la Informació a la Universitat Autònoma de Barcelona.
El 2010 va doctorar-se en lingüística per la Universitat de Barcelona, quan va defensar una tesi posteriorment reconeguda amb el Premi Extraordinari de Doctorat.
Des de 1976 ha desenvolupat tota la seva carrera en llengua catalana, convençut que el treball dels periodistes podia contribuir de forma decisiva a la normalització lingüística del català, després dels quaranta anys de repressió del règim franquista.
Des de 1997 ha orientat, preferentment, el seu treball cap a l'activitat universitària a la Universitat de Barcelona i la recerca en l'àmbit de la teoria de la comunicació.
És membre de la Secció Filològica de l'IEC des de 2009.
L'any 2011 fou escollit per l'alcalde de Barcelona Xavier Trias per a fer el Pregó de la Mercè, oferint un cèlebre discurs amb format radiofònic, en el qual repassà la història de la ciutat durant el segle xx des d'un punt de vista personal i crític, tot enaltint les virtuts de ser barceloní.

## Comentarista radiofònic
L'any 1967 començà a col·laborar a Ràdio Barcelona, en la qual romandria fins al 1985 desenvolupant diferents tasques.
Va iniciar la seva feina fent torns a la FM, en aquells moments una freqüència incipient i minoritària. El director de l'emissora, Manuel Tarín Iglesias, li va proposar transmetre el partit de futbol Futbol Club Barcelona - Córdoba Club de Fútbol. Va arribar a narrar més de 500 partits de futbol en castellà entre 1968 i 1976.
En aquests anys també va retransmetre combats de boxa des del Gran Price i del Palau dels Esports de Barcelona. Durant dos anys va ser el corresponsal a Barcelona del programa Hora 25, dirigit per José María García, i que liderava les audiències de les nits radiofòniques a Espanya.
En aquests moments demostrà el seu estil seriós, rigorós i educat, fins i tot en les retransmissions futbolístiques, en les quals ha assolit crear un estil allunyat del crit gratuït, que ha creat escola entre molts narradors esportius.

### Pioner de la ràdio en català
El 5 de setembre de 1976 fou el primer a reprendre les retransmissions en català d'un partit de futbol després de l'època republicana.
Puyal va plantejar la proposta al director general de la Cadena SER, Manuel Terán, poc després de la mort de Francisco Franco, pensant que els nous aires de llibertat de després del franquisme ho permetrien, malgrat que encara no s'havia reinstaurat la democràcia. La Cadena SER li va aprovar el projecte de retransmetre en català per la ràdio FM gràcies al fet que el seu programa "Futbol en català" va comptar des del principi amb el patrocini de "La Caixa", que va sufragar totes les despeses del programa. El programa es va convertir ràpidament en un programa de gran audiència.
L'any 1985 va deixar Ràdio Barcelona per fitxar per Catalunya Ràdio amb tot el seu equip, entre els quals destacaven Antoni Bassas i Eduard Boet. Des d'aquell moment, i durant vint anys, no ha deixat de narrar en català cap ni un dels partits oficials disputats pel FC Barcelona, retransmetent més de 2.000 partits de futbol al llarg de la seva carrera.
Les seves locucions s'han convertit en un referent per als seguidors del Barça, sempre amb una cura exquisida per la llengua. Puyal ha donat a l'imaginari col·lectiu algunes frases, com aquell "Urruti t'estimo!", "escapolir-se de l'escomesa", "Pizzi, sos macanudo", "Ara ja em puc morir" o "Més i més i més..."!.
El 4 de juliol de 2018 anuncià que ja no seguiria retransmetent els partits del Barça, després de 50 anys dedicant-s'hi i més de 3.000 partits retransmesos.

## Carrera televisiva
La popularitat i el prestigi de Joaquim Maria Puyal es deu tant a la seva tasca radiofònica com a la seva presència en la televisió, mitjà de comunicació en el qual ha dirigit, produït i presentat diversos programes, sempre en llengua catalana, i amb gran èxit d'audiència.
Va iniciar la seva relació amb la pantalla petita en els estudis Miramar, en el circuit català de Televisió Espanyola. Allà va començar presentat, l'any 1977 el programa Vostè pregunta, que va significar un format inèdit en aquells moments a Espanya, i li va valer, l'any 1979, el segon premi Ondas de la seva carrera.
L'any 1985 va fitxar per a Televisió de Catalunya per a dirigir i presentar, a TV3, el programa Vostè jutja, que va estar dos anys en antena. El 1989 va estrenar a TV3 el programa La vida en un xip, que va estar en antena fins al 1992. Aquest programa tenia un petit pròleg en forma de sèrie de ficció anomenat La granja, que va ser la primera telenovel·la emesa per TV3. El 1993 seria el presentador d'Un tomb per la vida, un programa en el qual convidava a grans personatges de la societat per a repassar la seva vida. Així mateix també va dirigir dos programes-concurs a TV3, tot i que no en fou el presentador, Tres pics i repicó i El joc del segle. Va crear, amb Jaume Cabré, el format de la sèrie Estació d'enllaç.
Ha estat el padrí de destacats periodistes catalans, als quals va donar la seva primera oportunitat professional, com Antoni Bassas, Eduard Boet, Pilar Calvo, Jordi Basté, Xavier Bosch, Marcel Gorgori, Manel Fuentes, Ricard Torquemada o Mònica Terribas, entre d'altres.

## Llibres publicats
Aicnàlubma (Columna, 2011), una reflexió sobre la societat i els mitjans de comunicació.
En llengua espanyola, La realidad inversa (Destino, 2011).
L'any 2013 la Universitat de Lleida va publicar Llengua i esport: Entre la creativitat i l'adequació, un llibret on es transcriu una conferència pronunciada per Puyal a la universitat, el setembre de l'any anterior.

## Premis i distincions
Ha rebut en quatre ocasions el Premi Ondas, concedits per Ràdio Barcelona de la Cadena SER:
- 1978: Premi Ondas Nacional de Ràdio
- 1979: Premi Ondas Nacional de Televisió al programa "Vostè pregunta", de TVE
- 1986: Premi Ondas Nacional de Televisió pel programa "Vostè jutja", de TV3
- 2004: Premi Ondas Nacional de Ràdio a la Trajectòria o tasca professional més destacada, "pel seu estil personal de fer ràdio esportiva, iniciat fa 28 anys i que desenvolupa amb èxit actualment a Catalunya Ràdio"

A banda d'això, el 1993 fou guardonat amb la Creu de Sant Jordi i l'any 1997 amb el Premi Nacional a la Projecció Social de la Llengua Catalana concedits per la Generalitat de Catalunya. Així mateix l'any 2004 fou guardonat amb el Premi Nacional de Radiodifusió, Televisió, Internet i Telecomunicacions en l'apartat de radiodifusió. L'any 2005 rebé el Premi Manuel Vázquez Montalbán, en la categoria de periodisme esportiu.
També ha estat guardonat amb el Premi Ciutat de Barcelona, tres premis atorgats per Òmnium Cultural i reconegut com a "Millor locutor de ràdio" i "Millor presentador de televisió" del segle xx, en la votació popular del premi "Els números 1 de les Comunicacions del segle XX", concedit pel programa L'altra ràdio de Ràdio 4 i Eutelsat.
El 2 de març del 2010 va ser investit Doctor honoris causa per la Universitat Rovira i Virgili en reconeixement de la seva tasca com a periodista. Va aprofitar l'acte d'investidura per criticar als que menyspreen la llengua catalana parlant-la amb incorrecció.
L'any 2012 fou escollit pels lectors del diari El Periódico, Català de l'Any 2011 en la gala que organitza el Grupo Zeta. Va fer un discurs en un to constructiu sobre la crisi i d'altres temes polítics i socials, relacionats amb l'actualitat d'aquell moment.
El 3 de maig del 2018, la Universitat Autònoma de Barcelona va anunciar que, en el marc dels 50 anys de la institució, li concedia el Doctorat honoris causa, juntament amb Caddy Adzuba, Marie-Paule Kieny, Jaume Plensa i Lisa Randall. L'acte d'investidura fou el 7 de maig de 2019.
El primer d'abril del 2019, l'Ajuntament de Barcelona li lliurà la Medalla d'Or al Mèrit Esportiu.
El 7 de maig del 2019 va ser investit Doctor honoris causa per la Universitat Autònoma de Barcelona en reconeixement de la seva trajectòria com a comunicador i a la seva contribució exemplar en el desenvolupament de la llengua, la cultura i els mitjans de comunicació a Catalunya.